# Ahasveros en Haman aan het feestmaal van Esther

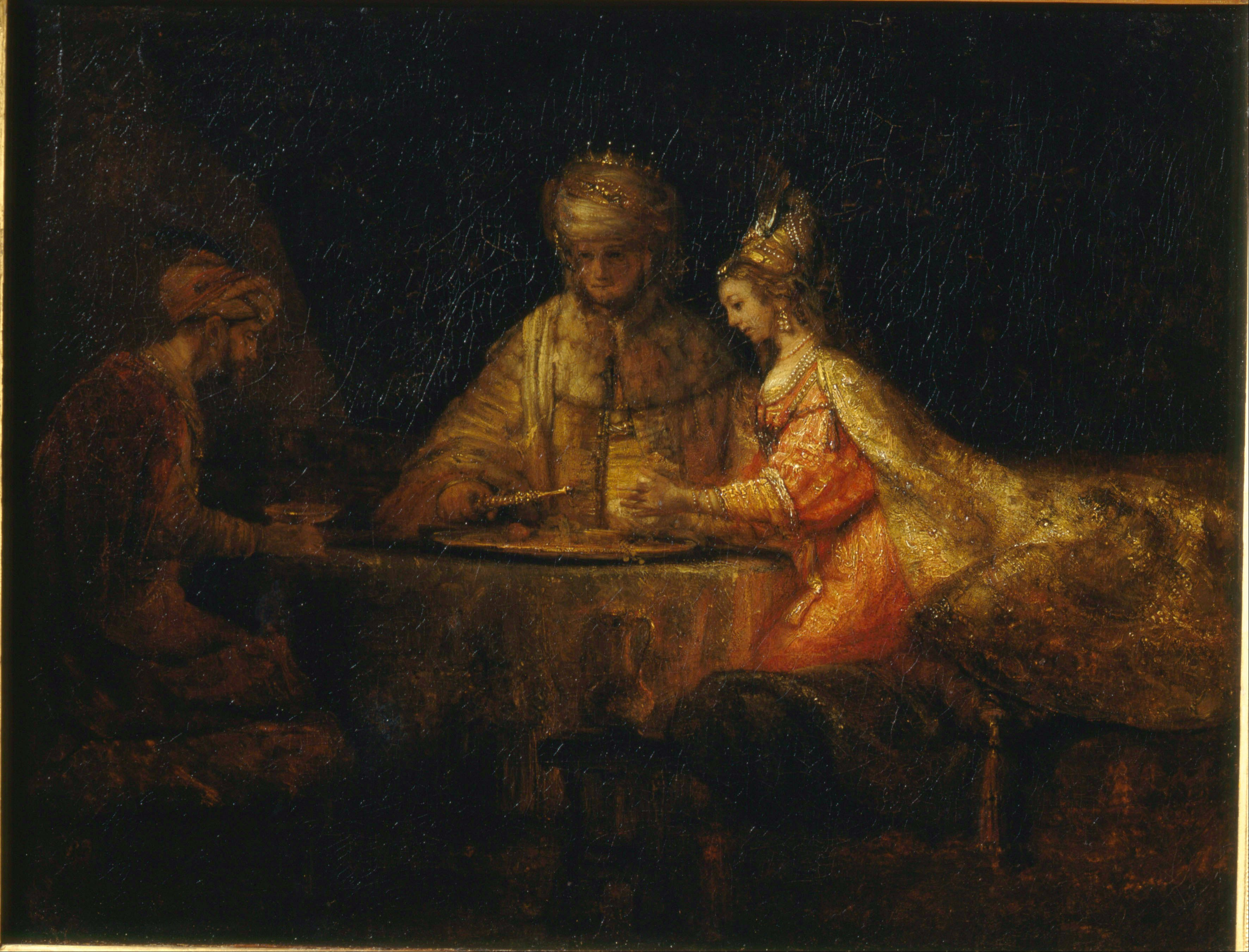
Haman by Hester en Assueer te gast, Rembrandt (1660), 73x94cm, Poesjkinmuseum. Het schilderij is tamelijk donker, vanwege de vernis die ooit is gebruikt

Het schilderij Ahasveros en Haman aan het feestmaal van Esther is een van de weinige werken van Rembrandt van Rijn waarvan alle eigenaren bekend zijn. De herkomst kan worden teruggevoerd tot 1662, twee jaar na zijn voltooiing.

## Onderwerp
Het onderwerp is een episode van het Boek van Ester (Hebreeuwse Bijbel): hoofdstukken 5, 6 en 7. Ester legt aan haar echtgenoot koning Ahasveros de geslepen plannen uit van Haman. Haman, zijn raadgever, heeft een voorstel ingediend om de volledige gemeenschap van Joden te vernietigen. Het dramatische conflict tussen de drie personen wordt uitgedrukt door hun beheerste maar welsprekende gebaren. De scène heeft een gespannen sfeer en is gevuld met achterdocht. Ester is stralend, alsof haar jurk is afgezet met een lange rij kostbare edelstenen. Ahasveros slaat met zijn scepter op tafel. Haman wordt ondergedompeld in de schaduw en staart in zijn beker wijn. Rembrandt bereikt grote diepte in het weergeven van het innerlijke leven van zijn karakters.
In het jodendom is Haman een van de "slechteriken", en Rembrandt laat dat hier beeldend zien. De overwinning van Ester op Haman wordt nog steeds gevierd in het Poerimfeest.

## De aanleiding of opdracht
In 1659 werd het toneelstuk Hester, oft verlossing der Jooden in de stadsschouwburg opgevoerd. Het stuk met vijf bedrijven was geschreven door Johannes Serwouters en opgedragen aan Leonora Huydecoper van Maarsseveen, de vrouw van Jan J. Hinlopen. De pogroms in 1648 en 1649 in Polen zijn de aanleiding geweest tot het schrijven van het toneelstuk. Mogelijk gebruikte Serwouters een Spaans voorbeeld. (La hermosa Éster) van Lope Fél. de Vega Carpio, of naar het Frans (Esther) van Pierre Du Ryer. Rembrandt maakte dit schilderij naar aanleiding van het toneelstuk.
In 1662 verscheen in Amsterdam een bundel met de verzamelde gedichten van Jan Vos (1610-1667), die acht gedichten bevat op schilderijen uit de verzameling van Jan Jacobsz. Hinloopen (1626-1666), schepen te Amsterdam. Het eerste, aan een schilderij uit deze collectie gewijde gedicht is Haman by Hester en Assueer te gast & c. door Rembrandt geschilderd.
Hier ziet men Haman bij Asueer en Hester eeten.

Maar 't is vergeefs, zijn borst is vol van spijt en smart.

Hy byt in Hesters spijs: maar dieper in haar hart.

De Koning is van wraak en raazery bezeeten.

De gramschap van een Vorst is schriklijk als ze raast.

Die alle mannen dreigt, wordt door een vrouw verbaast.

Zoo stort men van het top in 't dal der teegenspoeden.

In zijn biografie van Rembrandt nam Arnold Houbraken in 1719 het gedicht van Jan Vos in zijn geheel op, overigens zonder vermelding van de toenmalige verblijfplaats. Wel noemt Houbraken de in 1666 overleden Jan Jacobsen Hinloopen als voormalig eigenaar.
Gerard de Lairesse schrijft in zijn Groot-Schilderboek:

Ester werd met een smeekende en zachtmoedige werking en gestalte vertoond; de Koning is gram en vertoond; Haman verbaasd en vreesachtig. Om nu, na mijn begrip, het licht op deze voorwerpen wel te plaatsen, zoude ik Esther in het grootste licht, een weinig in profiel of op zyde stellen; den Koning in het allerkrachtigste, dat is daar het licht meest valt en zyne werking doet, en dit aanzetten ophelpen door de kracht der koleuren; maar Haman zoude ik aan de andere zyde des tafels in een somber licht doen zitten, om hem te meer voor de woede des Konings te verbergen. En dewyl het een feest of wynmaaltyd is, door Esther toebereid, alwaar alles koninglyk en heerlyk is, oordeel in dat het gemeene licht hier het toepasselykste is, om dat het gevolg dezer geschiedenis en de Konings gramschap een toeval is.

## Jan J. Hinlopen
Het is niet duidelijk in welk jaar Jan J. Hinlopen dat schilderij had gekocht, maar omdat op het schilderij het jaar 1660 is aangebracht, is de kans groot dat hij de eerste eigenaar was en het direct van Rembrandt had gekocht, destijds wonend op de Rozengracht. Jan J. Hinlopen stierf in 1666, kort nadat zijn vrouw en twee kinderen waren overleden. De twee meisjes uit zijn eerste huwelijk
werden opgevoed door hun stiefmoeder Lucia Wijbrants, die echter in 1672 vertrok en een huwelijk sloot met een Utrechtse burgemeester. De twee weeskinderen kwamen in huis bij hun oom, Jacob J. Hinlopen, toen ook de andere voogd David d'Ablaing was overleden. De oom beheerde de collectie tot zijn dood. In 1680 werden de schilderijen verloot onder de erfgenamen.

## Sara Hinlopen
Sara Hinlopen (1660-1749) trouwde in 1680 met Albert Geelvinck. In 1687 betrok het echtpaar een nieuwbouwpand, tegenwoordig Museum Geelvinck-Hinlopen Huis. Sara Hinlopen had als kinderloze weduwe de kleinkinderen van haar zwager Joan Geelvinck tot universeel erfgenaam gemaakt. In haar testament wordt geen melding gemaakt van schilderijen. Het is bovendien niet bekend of ze ooit een schilderij heeft gekocht of verkocht. Omdat Sara blind was aan het einde van haar leven, de koets de deur uit had gedaan, heeft ze misschien ook wel de schilderijen alvast weggegeven, een nog steeds veel toegepaste "truc" om hoge successierechten te vermijden.
Het was in eerste instantie niet duidelijk hoe de schilderijen waren verdeeld over haar drie achternichten en een achterneef, alle vier zeer welgesteld door goede huwelijken in de kringen van burgemeesters, kooplieden, diplomaten en bankiers.

## Nicolaes Geelvinck

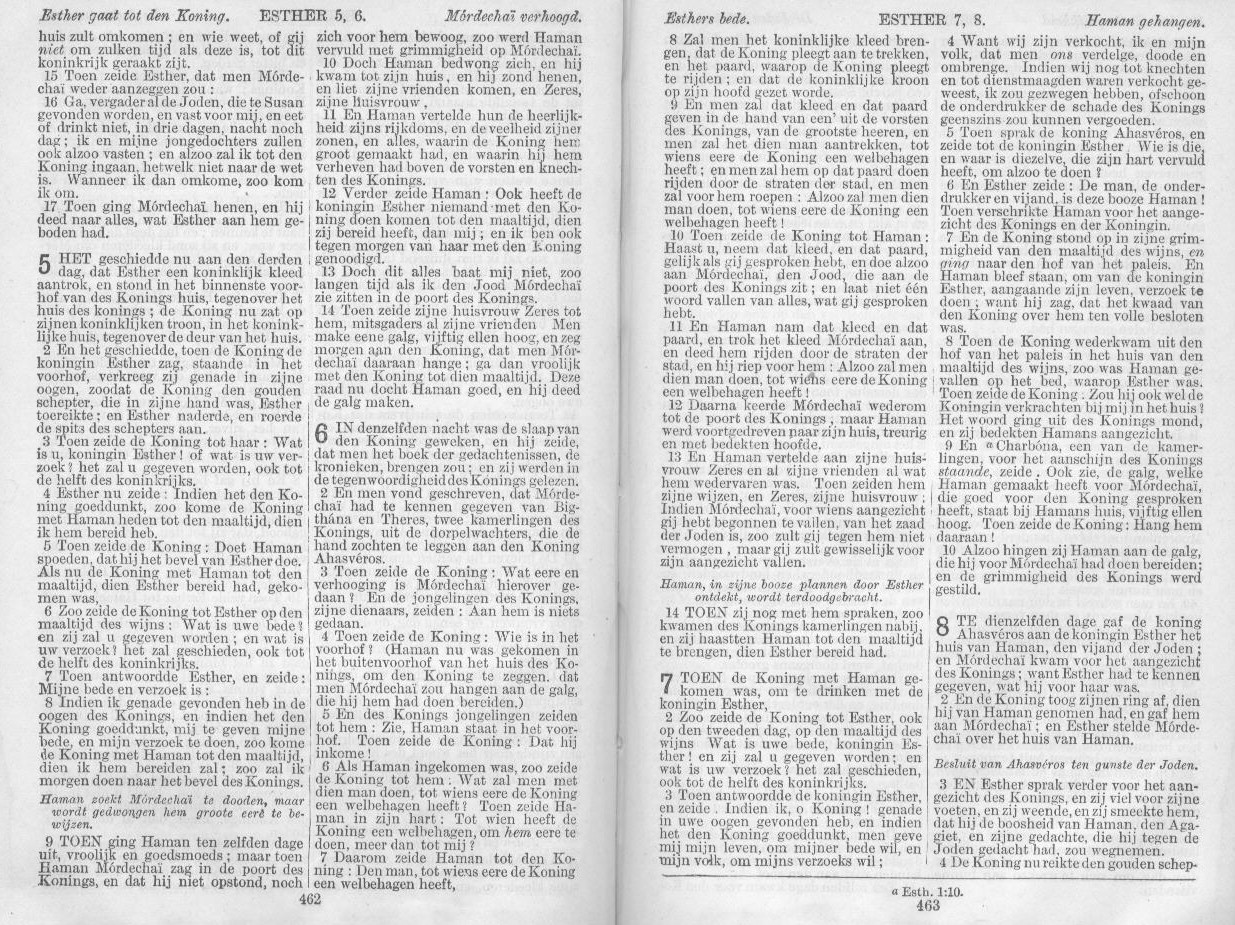
Boek Ester, hoofdstuk 7:1-6, Statenvertaling

Het is dan ook zeer aannemelijk, zoals Dudok van Heel naar voren bracht, dat het schilderij uit de collectie van Jan Jacobsz. Hinloopen, via zijn dochter Sara bij Nicolaes Geelvinck, heer van Castricum, (1706-1764) terechtkwam. Het is niet duidelijk wanneer Nicolaes Geelvinck het schilderij verkocht aan Gerard Hoet, een Haagse kunstenaar, die niet zo bekend is geworden als zijn vader, Gerard Hoet (1648-1733) maar in de annalen bekend is vanwege zijn polemieken, en collectie catalogie, uitgegeven in 1752.

## Gerard Hoet
In 1760 werd een veiling gehouden in Den Haag, waar de kunstcollectie van Gerard Hoet de Jonge (1698-1760) werd verkocht. Er werden 220 schilderijen aangeboden, waaronder zeven Rembrandts (no. 44-50, Potifars vrouw, Ahasveros, de Heilige familie, een jongeling, nog een jongeling, een man en vrouw). Het schilderij van Rubens met spelende kinderen bracht het meeste op: 1210 gulden; een landschap door Nicolaes Berchem 770 gulden. Catalogusnummer 45: de Rembrandt voorstellende Ahasveros is verkocht voor 185 gulden en was afkomstig uit het kabinet van de heer Geelvinck. Maar wie had het bewuste schilderij gekocht? Hoe kwam het schilderij in Rusland terecht?
Het Museum Huelsmann in Bielefeld leverde de oplossing. Daar staat een Chinese knobbelvaas met het familiewapen van de Amsterdamse firma Pieter de Wolff-Catharina de Neufville. Speurwerk leverde een link naar Leendert Pieter de Neufville die in 1763 failliet ging, tezamen met Johann Ernst Gotzkowsky, een Berlijnse koopman, en tientallen anderen, die geld  aan de beide speculanten hadden uitgeleend.

## Johan Ernst Gotzkowsky
In juli 1763 raakte de Berlijnse koopman, industrieel en kunsthandelaar Gotzkowsky in betalingsmoeilijkheden als gevolg van het opkopen van Russisch graan van slechte kwaliteit en tegen een veel te hoge prijs. Gotzkowsky was een consortium aangegaan met de Amsterdamse firma De Neufville. Twee andere deelnemers hadden zich tijdig teruggetrokken. Er volgden in augustus een reeks faillissementen in Hamburg (90) Frankfurt (30) en Amsterdam (25). Een financiële crisis met internationale reikwijdte was een feit.
Gotzkowsky zegde op 10 december 1763 toe meer dan 317 schilderijen te leveren aan de Russische kroon, dat wil zeggen Catharina de Grote, om aan zijn verplichtingen te kunnen voldoen. Er waren 225 schilderijen, waarvan de maker de titel en de aankoopprijs bekend zijn, alsmede 90 niet nader gespecificeerde schilderijen. De schilderijen kwamen in het volgende jaar aan met een schip uit Stettin. Vlaamse en Hollandse meesters zoals Rembrandt (13 stuks), Rubens (11 stuks), Jacob Jordaens (7 stuks), Antoon van Dyck (5 stuks), Paolo Veronese (5 stuks) vormden het begin van de collectie in de Hermitage. De Rembrandts in het bezit van Gotzkowsky waren Man in exotisch kostuum, Man in oosterse kledij, De ongelovige Thomas en Haman en Ahasverus aan het feestmaal van Esther.

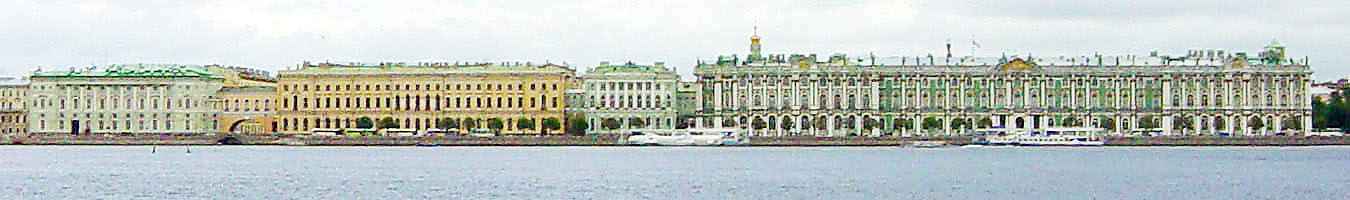
De Hermitage vanaf de Neva

.

## Hermitage
Gotzkowsky leverde ook een tweede en kapitaal schilderij met de onverbiddelijke koningin Esther en Haman (Hermitage, inv. 765). Het werd op 4000 Thaler geschat. In 1657 werd een schilderij Hesther en Assueros voor 350 gulden geveild uit de nalatenschap van de kunsthandelaar Joannes de Renialme.

## Museum Roemjantsev
Het Roemjantsev-Museum was het eerste openbare museum in Moskou. Het fundament werd gelegd in 1862 door een schenking van graaf Nikolaj Petrovitsj Roemjantsev. Het waren vooral boeken, manuscripten, etnografica, munten en tweehonderd schilderijen en meer dan 20.000 prenten uit de Hermitage. Weldra was het gebouw te klein. Aan het begin van de 20e eeuw werd nieuwbouw gepland speciaal voor de schilderijen. Na de oktoberrevolutie groeide de verzameling zo snel dat besloten werd het museum op te heffen en de collectie te verdelen over meerdere musea, waaronder het Poesjkinmuseum.

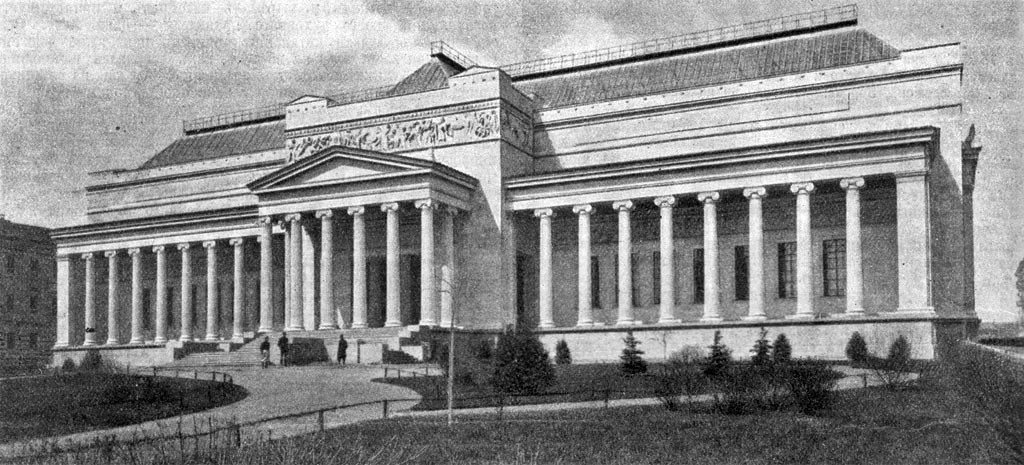
Poesjkinmuseum na de opening in 1912

## Poesjkinmuseum
Het schilderij hangt sinds 1924 in het Poesjkinmuseum in Moskou. Volgens het museum is dit een van de beste werken uit Rembrandts laatste periode. Van Rembrandt zijn nog vijf andere werken in het museum vertegenwoordigd: de verdrijving van de handelaren uit de tempel, de ongelovige Thomas, portret van een bejaarde vrouw, een oude vrouw en portret van Adriaen van Rijn.
De eerste steen van het museum werd gelegd in 1898. Na een bouwtijd van veertien jaar werd het museum op 31 mei 1912 geopend. Het heette tot 1937 het Museum voor schone kunsten. Gedurende de Tweede Wereldoorlog was de collectie verstopt.